# فیلیپ هولزمان
فیلیپ هولزمان (انگلیسی: Philipp Holzmann) شرکت ساخت‌وساز آلمانی است، که در سال ۱۸۴۹ تأسیس شد.